# Ancala septempunctata
Ancala septempunctata är en tvåvingeart som först beskrevs av Ricardo 1908.  Ancala septempunctata ingår i släktet Ancala och familjen bromsar. Inga underarter finns listade i Catalogue of Life.